# Ochogona regale
Ochogona regale är en mångfotingart som först beskrevs av Karl Wilhelm Verhoeff 1913.  Ochogona regale ingår i släktet Ochogona och familjen knöldubbelfotingar. Inga underarter finns listade i Catalogue of Life.